# Epilacydes
Epilacydes é um género de traça pertencente à família Arctiidae.